# Марко Дошен
Марко Дошен (на хърватски: Marko Došen) е хърватски политик.

## Биография
Марко Дошен е роден на 7 юли 1859 година в Мушалук, село край Госпич. През 1890 година заминава за Санкт Петербург, където отваря книжарница и издава история на хърватите. През 1893 година се връща в Госпич, където в продължение на десет години издава седмичника „Хърват“. От 1913 до 1918 година е депутат в хърватския парламент като представител на Партията на правата на Анте Старчевич. След образуването на Кралството на сърби, хървати и словенци на няколко пъти е депутат от Хърватската селска партия, но я напуска през 1925 година, когато нейният лидер Степан Радич сключва споразумение с министър-председателя Никола Пашич.
След установяването на диктатурата на крал Александър I през 1929 година Дошен се присъединява към организацията Усташа - Хърватско революционно движение. Като един от организаторите на Велебитското въстание от 1932 година, през следващите години той живее в изгнание.
По това време той натоварен и с връзките на Усташа с българската Вътрешна македонска революционна организация. През 1933 година предприема обиколка из България, където чете публични лекции и взима участие във Великия македонски събор. Резултат от сътрудничеството на двете организации е проведеният през 1934 година Марсилски атентат, при който е убит крал Александър I.
След създаването на Независимата хърватска държава Дошен се връща в Хърватия. През 1942 година е избран за председател на парламента и остава на този пост до края на живота си.
Марко Дошен умира на 7 септември 1944 година в Загреб.